# Polartåg
Polartåg (Juncus biglumis) är en tågväxtart som beskrevs av Carl von Linné. Enligt Catalogue of Life ingår Polartåg i släktet tåg och familjen tågväxter, men enligt Dyntaxa är tillhörigheten istället släktet tåg och familjen tågväxter. Arten är reproducerande i Sverige. Inga underarter finns listade i Catalogue of Life.